# Andrea del Verrocchio
Andrea del Verrocchio, rođen kao Andrea di Michele di Francesco de' Cioni,  (Firenca, oko 1435. – Venecija, 1488.) je bio utjecajan talijanski kipar, zlatar i slikar koji je radio na dvoru Lorenza Medicija u Firenci. Njegovi još slavniji učenici bili su: Leonardo da Vinci, Perugino, Ghirlandaio i Sandro Botticelli; također je utjecao i na Michelangela. Radio je u zrelom klasičnom stilu renesanse. 

## Životopis i djela
Verrocchijev otac bio je Michele di Francesco Cioni koji je radio kao opekar i kasnije kao poreznik. Nije se nikada ženio i skrbio je za članove šire obitelji. Michele je postao poznat kad se pridružio dvoru Medicija u kojemu je ostao dok nije premjestio svoju radionicu u Veneciju.
Andrea je započeo svoj rad u zlatarskoj radionici Giulija Verrocchija od kojega je preuzeo svoje prezime. Mogućnost da je šegrtovao s Donatellom ostaje neprovjerena. Njegovi pokušaji u slikarstvu datiraju od 1460tih kad je radio u Pratu uz Lippija.
Oko 1465. radi na fontani stare sakristije u bazilici sv. Lorenca u Firenci. Između 1465. i 1467. odradio je grobni spomenik Cosimu Mediciju za kriptu ispod oltara iste crkve, a 1472. dovršio je spomenik Pieru i Giovanniju Mediciju u staroj sakristiji.
Godine 1466. trgovački ceh naručio je brončanu grupnu skulpturu Nevjerni Toma za vanjsku nišu crkve Or San Michele. Skulptura je smještena 1483. Verrocchio je napravio grupu od dvije figure s ciljem da izbjegne puku frontalnost i u želji da likovi budu prepoznatljiva karaktera; Krist je u središtu niše, a sv. Toma izlazi izvan okvira niše. 
Godine 1468. Verrocchio je napravio slavni kandelabar, sada u Amsterdamu, za hodnik firentinske gradske vijećnice (Palazzo Vecchio). U ranim 1470-ma otputovao je Rim, dok je 1474. dovršavao spomenik Forteguerri ispred katedrale u Pistoi koji je ostao nedovršen.
Jedino potpisano Verrocchijevo djelo je slika Madona s Djetetom i svecima u katedrali u Pistoi.

Od 1474. – 1475. radio je svoju najpoznatiju sliku: Krštenje Kristovo, danas u galeriji Uffizi u Firenci. U ovom djelu pomagao mu je njegov učenik Leonardo da Vinci, tada tek mladić. On je završio pozadinu na slici i lijevog anđela, detalji koji su nadmašili kvalitetu ostatka slike. Prema Vasariju, Andrea je bio toliko zapanjen Leonardovim umijećem da se zarekao kako nikada više neće dotaknuti kist. 
Nakon polovice 1470tih Verrocchio se potpuno posvetio kiparstvu u kojemu je bio dosljedan stilu na firentinskom kanonu. To se može vidjeti na brončanim skulpturama kao što je njegov David. Naručen od  Lorenza i Giuliana Medicija oko 1476. (danas u galeriji Bargello), Verrocchijev David je maloljetan i stidljiviji u odnosu na Donatellovog provokativnog David. Pomalo gotički u oblikovanju, idealistička ljepota njegovih crta je Ghibertiju nego inovativnosti Donatella. Danas se vjeruje da je Verrocchiju kao model za Davida poslužio sam Leonardo.
Oko 1478. završio je Krilatog kerubina s dupinom namijenjenog za fontanu u vili Medici u Careggi, danas u Gradskoj vijećnici. Ova izvanredna grupna skulptura inspirirana je dinamičnim naturalizmom koji je Verrocchio naučio od Settignana. Iz istog vremena je Dama s mazzolinom i reljef za nadgrobni spomenik Francesca Tornabuonija u crkvi sv. Marije (bivši Minervin hram) u Rimu (danas u galeriji Bargello).

#### Bartolomeo Colleoni
Godine 1478. Verrocchio je započeo svoje najslavnije djelo, konjaničku skulpturu kondotjera Colleonija, koji je preminuo samo tri godine ranije. Djelo je naručila Mletačka Republika. Bio je to prvi pokušaj da se napravi konjanička skulptura u kojoj konj ne bi svim nogama bio oslonjen na bazu. Skulptura je osobita i zbog pažljivo urađenog zapovjednog pogleda na licu Colleonija. 
Verrocchio je poslao model u vosku 1480. i 1488. se preselio u Veneciju kako bi pomogao konačnom odlijevanju skulpture. Nažalost, iste godine je i preminuo i nikada nije vidio dovršeno djelo.

## Kronološki popis glavnih djela
- Portret Cosima di Medicija 1464., - mramor, Muzej Bode, Berlin.
- Sv. Monika - ulje na dasci, Santo Spirito, Firenca.
- Nevjerni Toma, 1467. – 1483., - bronca, w:OrsanmicheleOr San Michele, Firenca.
- David, 1476., - bronca, Firenca.
- Krilati kerubin s dupinom, 1478., - bronca, Firenca.
- Portret Lorenza di Medicija, 1480., - bronca, Firenca.
- Tobija i anđeo, 1470. – 1480., - jajčana tempera na platnu, Državna galerija, London.
- Krštenje Kristovo, 1472. – 1475., - ulje na drvu, 177 x 151 cm, Uffizi, Firenca.
- Madona sa sv. Ivanom Krstiteljem i donatorom, 1475. – 1483., - ulje na drvu, 189 x 191 cm, katedrala, Pistoia.

## Vanjske poveznice
- Andrea del Verrocchio u "Povijesti umjetnosti".  Arhivirana inačica izvorne stranice od 18. veljače 2020. (Wayback Machine)
- Andrea Verrocchio -biografija.
- Popis mjesta s Verrocchijevim djelima.
- Andrea del Verrocchio - biografija.